# Bourtzi (Poros)
Bourtzi (griechisch Μπούρτζι (n. sg.)) ist der Name einer kleinen Insel etwa 1 km östlich der griechischen Insel Poros und der darauf befindlichen Festung. Die Inselburg lag strategisch günstig an der östlichen Hafeneinfahrt von Poros in der Bucht von Monastiriou.

## Geschichte
Durch dem Meeresspiegelanstieg wurde Bourtzi in der Jungsteinzeit zur Halbinsel mit einer sehr schmalen Landbrücke. In der Bronzezeit hob sich das Land an und die Landbrücke wuchs wieder und erst in historischer Zeit wurde es zur Insel.
In byzantinischer Zeit bestand auf Poros ein wichtiger Marinestützpunkt. Zum Schutz des Hafens ließ der byzantinische Kaiser Herakleios um 640 auf der Insel Bourtzi die Festung Agios Konstantinos und eine Kirche, die dem Heiligen Konstantin geweiht war, errichten. Ende des 9. Jahrhunderts während der Regierung des Kaisers Basileios I. bekämpfte der byzantinische Admiral Nasar von Poros aus die Sarazenen, die in der Ägäis Piraterie betrieben. Ob die Burg während der Herrschaft der Franken, Osmanen und der Republik Venedigs noch genutzt wurde, ist nicht bekannt.
Während der Griechischen Revolution errichtete der bayrische Offizier und Philhellene Karl Wilhelm von Heideck als Verwalter des Fonds, der von den Philhellenen gespendet wurde, auf den Ruinen der mittelalterlichen Burg eine neue Befestigung. Hierfür soll er auch die Kirche auf der Insel abgerissen haben, um das Baumaterial zum Bau der Burg zu verwenden. Er soll den Mönchen des Klosters Zoodochos Pigi auf Poros versprochen haben später eine neue Kirche zu errichten, was er jedoch nie tat. Am 30. Juli 1831 besetzte Andreas Miaoulis Poros und die Insel Bourtzi und erteilte Kapitän Falanga den Befehl über die Burg, um die Übergabe von Poros an Russland zu verhindern. Bereits im August musste er jedoch den Rückzug antreten und die Insel übergeben.
1967 wurde die Burg von Pavlos Lazarides restauriert.

## Beschreibung
Die Insel hat etwa eine Länge von 190 m, eine Breite von 120 m und eine Fläche von 1,58 ha. Die etwa 300 m langen Festungsmauern der Burg umschließen eine polygonale Fläche von etwa 0,52 ha. Der Eingang zur Burg öffnet sich nach Westen in Richtung Poros. Er ist im Süden von einem vorgeschobenen, halbrunden Turm flankiert. Zwei weitere halbrunde Türme befinden sich im südwestlichen Ecke und im Norden. Auf der Burg gab es Artilleriestellungen und in den Mauern sieht man heute noch zahlreiche Schießscharten.
Außerhalb der Burg gibt es noch Reste einer älteren Befestigung und einer Siedlung. Hier fand man als Streufunde ein Hexagramma des Konstans II., Bronzemünzen des Herakleios und des Konstans II. und einige Tonscherben. Anhand dieser Funde geht man davon aus, dass die baulichen Reste aus dem 7. Jahrhundert stammen. An der Westküste entdeckte man eine kleine, byzantinische Zisterne von etwa 1,30 × 1,70 m, die mit wasserdichtem Mörtel verputzt war. Zahlreiche aufgefundene Knochen belegen eine spätere Verwendung als Grabmal.